# Dót lưỡng phân
Dót lưỡng phân (danh pháp hai phần: Ehretia dichotoma) là loài thực vật có hoa trong họ Ehretiaceae. Loài này được Blume mô tả khoa học đầu tiên năm 1826.